# Otto Loewi
Otto Loewi (Frankfurt na Majni, 3. lipnja 1873. – New York, 25. prosinca 1961.), austrijsko-njemačko-američki farmakolog.
Dobitnik je Nobelove nagrade za fiziologiju ili medicinu 1936. godine zajedno sa Sirom Henryjem Hallettom Daleom.

## Loewijev pokus
Prije pokusa nije bilo razjašnjeno dali se signali preko živčane sinapse prenose biolektričkim ili kemijskim putem. Loewi je u svom poznatom pokusu, objavljenom 1921.g. odgovorio na to pitanje. Iz žaba je izsecirao dva kucajuća srca: jedno spojeno sa živcem vagusom koje kontrolira broj otkucaja srca i drugo ne spojeno. Oba su utopljena u otopinu (npr. Ringerova otopina). Električnom stimulacijom vagusa Loewi je smanjio broj otkucaja prvog srca. Tada je Loewi uzeo dio otopine iz prvog srca i primijenio je na drugo srce kojem je tada smanjen broj otkucaja. 
To je dokazalo da neka topljiva tvar koju je izlučio živac vagus u otopinu u prvom srcu kontrolira srčanu frekvenciju. Tu tvar je nazvao Vagusstoff. Zahvaljujući ovom pokusu kasnije je ustanovljeno da je Vagusstoff (ustvari acetilkolin) glavna tvar prijenosa na sinapsi parasimpatikusa.
Uz ovaj pokus i otkriće da neka tvar slična adrenalinu ima istovjetnu ulogu u simpatičkim živčanim završecima, razlog su zašto je Otto Loewi zajedno s Sir Henry Daleom dobio Nobelovu nagradu 1936. godine.

## Vanjske poveznice
- Nobelova nagrada - životopis (engl.)